# Просто Мария (теленовела, 2015)
„Просто Мария“ (на испански: Simplemente María) е мексиканска теленовела, режисирана от Едуардо Саид и Сандра Шифнер, и продуцирана от Игнасио Сада Мадеро за Телевиса през 2015 – 2016 г. Това е втората мексиканска адаптация на оригиналната история със същото име, създадена от Селия Алкантара.
В главните роли са Клаудия Алварес, Хосе Рон и Фердинандо Валенсия, а в отрицателната – Арлет Теран. Специално участие вземат първите актьори Умберто Елисондо и Ана Мартин.

## Сюжет
Мария е млада, красива, но наивна жена. Тя е избягала от родното си място, след като е била тормозена от Исауро – мъж, когото Мария не обича. При пристигането си в град Мексико, Мария завладява с красотата си Алехандро Ривапаласио, красив студент по медицина и наследник на богата фамилия.
Мария се влюбва в Алехандро и забременя. Тя е развълнувана и щастлива, че ще има бебе от мъжа, когото обича. Въпреки това, нейните надежди и мечти се разбиват, когато осъзнава, че той няма намерение да се ожени за нея. Мария решава да продължи напред със сина си, преминавайки през редица препятствия, за да осъществи мечтата си – да се превърне в моден дизайнер.

## Актьори
Част от актьорския състав:
- Клаудия Алварес – Мария Флорес Риос
- Хосе Рон – Алехандро Ривапаласио Ланда
- Фердинандо Валенсия – Кристобал Сервантес Нуниес
- Арлет Теран – Ванеса Ривапаласио Ланда де Аренти
- Ана Мартин – Фелиситас Нуниес вдовица де Сервантес „Доня Фели“
- Умберто Елисондо – Адолфо Ривапаласио Балагер
- Елеасар Гомес – Хуан Пабло Флорес Риос
- Марикрус Нахера – Кончита
- Алехандра Роблес Хил – Лусия Аренти Ривапаласио
- Мишел Рамаглия – Криспина Харамио „Пина“
- Рикардо Франко – Лауреано Кайеха
- Франсиско Рубио – Марко Аренти Серано
- Кармен Бесера – Карина Пинеда Уртадо
- Клаудия Тройо – Естела Лосано

## Премиера
Премиерата на Просто Мария е на 9 ноември 2015 г. по мексиканския канал Canal de las Estrellas. Последният 126. епизод е излъчен на 1 май 2016 г.

## Награди и номинации
Награди TvyNovelas 2017
| Категория                          | Номинация           | Резултат   |
| ---------------------------------- | ------------------- | ---------- |
| Най-добра актриса в главна роля    | Клаудия Алварес     | Номинирана |
| Най-добър актьор в поддържаща роля | Фердинандо Валенсия | Номиниран  |

## Версии
- Simplemente María (1967), аржентинска теленовела, с участието на Ирма Рой, Алберто Архибай и Родолфо Салерно.
- Simplemente María (1969), перуанска теленовела, с участието на Саби Камалич, Рикардо Блуме и Браулио Кастио.
- Simplemente María (1970), бразилска теленовела, с участието на Бенхамин Катан, Йона Магалаеш, Енио Гоншалвес и Карлос Алберто.
- Simplemente María (1971), венецуелска теленовела, с участието на Кармен Хулия Алварес, Едуардо Серано и Хосе Луис Родригес.
- Rosa de Lejos (1980), аржентинска теленовела, с участието на Леонор Бенедето, Хуан Карлос Дуал.
- Просто Мария (1989), мексиканска теленовела, с участието на Виктория Руфо, Мануел Савал и Хайме Гарса.